# 川上氏鴨舌疝
川上氏鴨舌疝（学名：Belosynapsis kawakamii）为鴨跖草科假紫萬年青屬下的一个种。

## 扩展阅读
- 維基物種上的相關：川上氏鴨舌疝